# Dover (Nuevo Hampshire)
Dover es una ciudad ubicada en el condado de Strafford en el estado estadounidense de Nuevo Hampshire. En el Censo de 2010 tenía una población de 29.987 habitantes y una densidad poblacional de 398,86 personas por km².

## Geografía
Dover se encuentra ubicada en las coordenadas 43°11′11″N 70°53′1″O / 43.18639, -70.88361. Según la Oficina del Censo de los Estados Unidos, Dover tiene una superficie total de 75.18 km², de la cual 69.2 km² corresponden a tierra firme y (7.96%) 5.98 km² es agua.

## Demografía
Según el censo de 2010, había 29.987 personas residiendo en Dover. La densidad de población era de 398,86 hab./km². De los 29.987 habitantes, Dover estaba compuesto por el 90.56% blancos, el 1.74% eran afroamericanos, el 0.2% eran amerindios, el 4.57% eran asiáticos, el 0.05% eran isleños del Pacífico, el 0.62% eran de otras razas y el 2.27% pertenecían a dos o más razas. Del total de la población el 2.2% eran hispanos o latinos de cualquier raza.